# Edward Terry Sanford
Edward Terry Sanford (Knoxville, 23 de Julho de 1865 – Washington, 8 de Março de 1930) foi Juiz Associado da Suprema Corte dos Estados Unidos da América de 19 de Fevereiro de 1923 a 8 de Março de 1930.

## Vida
Antes de sua nomeação para o tribunal superior, Sanford atuou como um procurador-geral assistente dos Estados Unidos sob o presidente Theodore Roosevelt de 1905 a 1907, e como juiz distrital dos Estados Unidos do Tribunal Distrital dos Estados Unidos para o Distrito Leste do Tennessee e do Tribunal Distrital dos Estados Unidos para o Distrito Médio do Tennessee de 1908 a 1923. A partir de 2021, ele é o último juiz do tribunal distrital em exercício a ser elevado diretamente ao Supremo Tribunal.
Formado pela Harvard Law School, Sanford exerceu a advocacia em sua cidade natal, Knoxville, Tennessee, durante a década de 1890 e a primeira década do século XX. Como Procurador-Geral Adjunto, ele ganhou destaque nacional como promotor principal durante o julgamento de Joseph Shipp em 1907, que até hoje é o único julgamento criminal conduzido pela Suprema Corte.

Sanford é normalmente visto como um juiz conservador, favorecendo a adesão estrita às leis antitruste, e muitas vezes votou com seu mentor, o juiz William Howard Taft. O impacto mais duradouro de Sanford na lei americana é sem dúvida sua opinião majoritária no caso histórico Gitlow v. New York (1925). Este caso, que introduziu a doutrina da incorporação, ajudou a pavimentar o caminho para muitas das decisões do Tribunal de Warren que expandiram os direitos civis e as liberdades civis nas décadas de 1950 e 1960.